# Arsaces (conspirador)
Arsaces fue un político bizantino de origen armenio que participó en la conjura de Artabanes contra el emperador Justiniano I.

## Antecedentes
Arsaces fue de origen armenio. En una fecha indeterminada, entabló correspondencia con el rey sasánida Cosroes I, pero fue descubierto por las autoridades imperiales, arrestado y acusado de traición. Aunque fue condenado, el emperador Justiniano I no lo condenó a muerte y le reservó un castigo más leve. Fue sentenciado a flagelación pública y paseado por las calles de Constantinopla a lomos de un camello. El castigo estaba destinado a dejarlo físicamente ileso, pero humillado. Arsaces siempre guardó rencor al emperador por el castigo. Procopio de Cesarea no indica la fecha o el contexto de los hechos. Los historiadores modernos opinan que fue parte de las primeras fases de la guerra lázica (541-562).

## Conspiración de Artabanes
Arsaces se convirtió así en el instigador de una conspiración contra Justiniano en el año 548. La trama se formó poco después de la muerte de la emperatriz Teodora (28 de junio del año 548). Primero abordó a su pariente Artabanes, que estaba molesto con el emperador por la intervención de la emperatriz en sus planes de boda: Teodora había impedido que se casara con Preyecta y esta se había casado con otro hombre. Arsaces fue capaz de transformar esta insatisfacción en odio. También reclutó a Canaranges, un armenio joven y frívolo, cuyos motivos para participar se desconocen. Probablemente sea una persona distinta de su contemporáneo Canaranges, un militar que participó en la guerra gótica del siglo VI.
Arsaces planeaba supuestamente aprovechar los hábitos personales de Justiniano. El emperador pasaba las noches hasta altas horas en el estudio de la Biblia, rodeado de sacerdotes ancianos en lugar de guardias. Los conspiradores podían tener ventaja de esta laxa seguridad. Sin embargo, primero necesitaban conseguir más respaldo e intentaron reclutar a miembros de la propia familia de Justiniano: Germano y sus hijos Justino y Justiniano.
Arsaces abordó a Justino y trató de convencerlo de unirse a la conjura con las razones para asesinar a Justiniano. Discutió con él como el emperador maltrató y pasó por alto a sus parientes y señaló a Belisario como una amenaza para ellos. Esto no tuvo el efecto deseado. Justino informó inmediatamente a su padre que, a su vez, se lo comunicó al comes excubitorum Marcelo. Para descubrir más de sus intenciones, Germano se encontró con los conspiradores en persona mientras un ayudante de confianza de Marcelo estaba oculto cerca escuchando. Aunque Marcelo dudó en informar a Justiniano sin más pruebas, reveló finalmente la conspiración al emperador, que ordenó encarcelar e interrogar a los conspiradores. De todos modos, se los trató de forma notablemente indulgente. Artabanes fue despojado de todos sus títulos y confinado en palacio bajo custodia. Pronto fue indultado. El destino posterior de Arsaces no ha quedado registrado.

## Familia
Arsaces fue miembro de la rama armenia de la dinastía arsácida, pariente de Artabanes, aunque se desconoce en qué grado.